# Операция „Катапулт“
Вижте пояснителната страница за други значения на Катапулт.
Операция Катапулт (на английски: Operation Catapult) е кодовото название на военноморска операция през Втората световна война, целяща унищожаването на главните сили на ВМС на Франция, разработена и осъществена от Кралския британски флот.
Проведена е в периода 3 – 8 юли 1940 г.; нейната кулминация е битката при Мерс ел-Кебир (край Оран, Алжир).

## Предпоставки
След поражението на Франция във Втората световна война новото колаборационистко правителство подписва (1940) т. нар. Компиенско примирие с Германия, член 8 на което гласи, че всички френски военни кораби трябва да се съберат в пристанищата за преброяване и разоръжаване под германски или италиански контрол.
По онова време френският флот е нареждан сред най-могъщите в света – освен многобройните единици от различен клас в състава му влизат и съвсем новите линейни кораби „Дюнкерк“, „Страсбург“, „Ришельо“ и „Жан Бар“. Попадането на тази сила във вражески ръце би било изключително опасно за Великобритания. На 24 юни 1940 г. френският министър на отбраната Ф. Дарлан издава секретна заповед, според която екипажите трябва да предприемат специални секретни мерки, за да не допуснат завземането на корабите от силите на който и да е противник или държава. Ако това все пак се случи, то те не трябва да попадат цели в противникови ръце.
Въпреки че е известено за френските намерения, командването на Кралския британски флот, опасявайки се, че по един или друг начин френските кораби ще попаднат във вражески ръце, спешно разработва операция Катапулт, целяща предотвратяването на тази опасност.

## Противостоящи сили
Основните френски сили се намират в следните бази:
- Мерс ел-Кебир – двата нови и свръхмодерни линейни крайцера „Дюнкерк“ и „Страсбург“, старите линейни кораби „Прованс“ и „Бретан“, 6 разрушителя, хидроавиотранспортът „Командан Тест“ и няколко подводници.
- Алжир – 6 леки крайцера.
- Александрия – линейният кораб „Лорен“, 4 крайцера и няколко разрушителя.
- Казабланка – новият линеен кораб „Жан Бар“.
- Тулон – 4 тежки крайцера.
- Дакар – новият линеен кораб „Ришельо“.
- Мартиника – самолетоносачът „Беарн“ и два леки крайцера.
- В английските пристанища Плимът и Портсмът се намират старите линейни кораби „Париж“ и „Курбе“, свръхтежката подводница „Сюркуф“, както и още няколко единици от различни класове.

Като приоритетна цел са определени корабите в Мерс ел-Кебир, за чието неутрализиране е създадено т. нар. Съединение H (Force H), базирано в Гибралтар. То се командва от вицеадмирал Дж. Съмървил и включва в състава си линейният крайцер „Худ“, линейните кораби „Валиънт“ и „Резолюшън“, самолетоносача Арк Роял, леките крайцери „Аретуза“ и „Ентърпрайз“ и седем разрушителя.
За атака по базата в Дакар е сформирано съединение в състав: самолетоносача Хермес, крайцерите „Австралия“ и „Дорсетшър“ и няколко по-малки кораба; командва се от капитана на „Хермес“ Р. Онслоу и се базира във Фрийтаун, Сиера Леоне.

## Ход на операцията

### Плимът и Портсмът
През нощта на 3 юли британски въоръжени отряди внезапно атакуват френските кораби, намиращи се в английските пристанища. Единствено екипажът на подводницата „Сюркуф“ в Портсмът успява да реагира при нападението, като при стълкновението загиват трима британци и един французин. Завзети са линейните кораби „Париж“ и „Курбе“, подводницата „Сюркуф“, два разрушителя, осем торпедни катера и пет подводници. Френските екипажи са интернирани, като по-късно една част са върнати във Франция, а друга влиза в силите на Свободна Франция под командването на генерал Дьо Гол.

### Александрия
След дълги преговори, (реално започнали още преди стартирането на операция „Катапулт“) между английският главнокомандващ в Средиземно море адмирал Кънингам и командващия френската ескадра адмирал Жофруа, французите се съгласяват да разтоварят горивото си, да демонтират по-важните части от оръдейните механизми и част от екипажите им да бъдат репатрирани.

### Мерс-ел Кебир, 3 юли 1940 г.
На 3 юли 1940 г. сутринта пред Мерс ел-Кебир се появява „Съединение Н“. Вицеадмирал Съмървил изпраща в базата разрушителя „Фоксхаунд“, на чийто борд е капитана на Арк Ройъл Седрик Холанд, бивш военноморски аташе в Париж и кавалер на Ордена на Почетния легион, който е натоварен да води преговорите. Командващият френската ескадра, вицеадмирал Марсел-Брюно Жансул отказва да се срещне лично с англичаните и изпраща флаг-офицера си, който получава пакета с английския ултиматум.
Алтернативите, които са предоставени на французите, са:
- да преминат на английска страна, като продължат да се сражават под френски флаг, базирайки се в английски пристанища;
- да отведат корабите си в английски пристанища, където да бъдат разоръжени, след което екипажите им ще бъдат репатрирани;
- да отведат корабите във Френска Западна Индия (Карибите), където да бъдат разоръжени под контрола на неутрални наблюдатели;
- да се разоръжат или потопят корабите си в Мерс ел-Кебир под контрола на вицеадмирал Съмървил.

Ако никой вариант не бъде приет, то английската ескадра ще използва всички необходими средства за предотвратяване на попадането на френските кораби във вражески ръце.
Заповедите на самия Съмървил са недвусмислени:
| „                                                              | Ако нито нито една от тези алтернативи не бъде приета, вие сте длъжен да се постараете да унищожите корабите в Мерс ел-Кебир, особено „Дюнкерк“ и „Страсбург“, използвайки всички средства, които имате във ваше разпореждане. | “ |
| Смит П. Ч. Закат владыки морей. (Smith P. C. Great ships pass) | |   |

След поставянето на ултиматума, командващият френската ескадра вицеадмирал М. Жансул протака преговорите почти през целия ден – водещият преговорите Холанд е допуснат на борда на Дюнкерк едва в 16:15 ч. Докато текат преговорите, английски самолети хвърлят магнитни мини на входа на пристанището, за да не се позволи излизането на френски кораб. До 17:00 ч. няма постигната договореност и Съмървил поставя краен срок до 17:30 ч. за вземане на решение. Междувременно англичаните получават радиограма от главното командване с настояване за възможно най-бързо приключване на въпроса и предупреждение за евентуално пристигане на френски подкрепления – има сериозни подозрения, че ескадрата крайцери в Алжир се готви да окаже помощ на Мерс ел-Кебир.
В 17:54 ч. английските кораби откриват огън. Френските кораби са наредени с кърма към морето и препречват огневите си линии, освен това бреговите височини пречат на стрелбата им. Английската ескадра води огън, подредена в килватерна колона, като стрелбата се коригира от самолети Fairey Swordfish от „Арк Ройъл“. Само след няколко минути „Дюнкерк“ получава три попадения от тежки 381-mm снаряди, едно от които изважда от строя артилерията му, унищожавайки един от главните му генератори.
Корабът прекратява боя и се оттегля към плитчините навътре в залива, където акостира край селото Сен Андре. „Прованс“ също е улучен от 381-mm снаряди и тежко повреден прекратява боя, а екипажът му го изхвърля на брега, спасявайки го от сигурна гибел. 381-mm снаряди улучват и „Бретан“, един от които попада в погреба с боеприпаси. Линейният кораб е обхванат от огън и в 18:09 ч. внезапно се преобръща и потъва, а с него и почти всички от екипажа му. Хидроавиотранспортът „Командан Тест“ също е подпален, но оцелява, а тежкият разрушител „Могадор“ макар и с откъсната кърма, е изхвърлен на брега от екипажа си.
След като изваждат от строя три от четирите френски линейни кораба, англичаните пренасят огъня си по бреговите батареи и укрепления, но почти веднага след това по радиото и със светлинни сигнали от брега французите молят за спиране на огъня. Съмървил заповядва прекратяване на стрелбата в 18:12 ч. – около петнайсет минути след започването ѝ. Същевременно той, под прикритието на димна завеса, отклонява ескадрата си по-далеч от обсега на бреговите батареи, оставяйки входа на пристанището открит и същевременно изпраща съобщение до французите, че ако не види техните кораби да потъват, отново ще открие огън.

### Бягство на „Страсбург“
Оказва се, че молбата за прекратяване на огъня е уловка от френска страна, за да бъде спасен незасегнатият от стрелбата „Страсбург“. Още докато се водят преговорите, вицеадмирал Жансул заповядва да бъдат премахнати част от противолодъчните мрежи южно от фарватера, което позволява да бъдат избегнати минните заграждения, поставени от англичаните по същото време. Щом английските кораби освобождават входа на пристанището, възползвайки се и от димната завеса, „Страсбург“, придружен от пет разрушителя, на пълен ход излиза в открито море. При нос Канастел към него се присъединяват и шест разрушителя, базирани дотогава в Оран, и корабите поемат курс към Тулон.
Малко след това линейният крайцер се озовава срещу самолетоносача „Арк Роял“, патрулиращ с ескорт от разрушители на 15 мили от брега със задача да прикрива британците от евентуална въздушна атака. В този момент английският самолетоносач е практически безпомощен срещу мощните оръдия на линейния крайцер, но капитанът на „Страсбург“ Луи Колине не се възползва от възможността да потопи британския кораб, а се ограничава само с два залпа по разрушителя „Рестлър“, принуждавайки го да отстъпи и да освободи пътя на французите. За разлика от него английският капитан, след като съобщава на вицеадмирал Съмървил за пробива на французите, изпраща след „Страсбург“ шест торпедоносеца Fairey Swordfish, въоръжени с 227-kg бомби. Около 18:45 ч. самолетите атакуват кораба, но не регистрират нито едно попадение, като два Swordfish са загубени при атаката.
Съмървил веднага изпраща след „Страсбург“ линейният крайцер „Худ“, който единствен би могъл да го настигне, но скоро става ясно, че това вече е невъзможно. В 19:43 ч. срещу френския кораб е проведена още една въздушна атака от шест Swordfish от „Арк Ройъл“, въоръжени с торпеда, но отново няма попадения. Въпреки това английските пилоти докладват за едно попадение: торпедо с магнитен детонатор се взривява на около 25 m от кораба, без обаче да причини никакви щети.
След тази атака гонитбата е прекратена заради настъпващата нощ, а „Страсбург“ и ескортът му благополучно пристигат в Тулон, където са тържествено посрещнати.

### Операция „Изгрев“
Въпреки добрите резултати от атаката на 3 юли, англичаните се опасяват, че „Дюнкерк“ бързо може да бъде ремонтиран, още повече, че става ясно, че корабът не е толкова тежко засегнат, колкото е обявено първоначално. По тази причина е взето решение за нанасяне на повторен удар. Тъй като след предишната атака, корабът, макар и неподвижен, се намира в дъното на пристанищния рейд, където е прикрит от морето, е решено атаката да бъде проведена от въздуха. Взето е предвид и обстоятелството, че „Дюнкерк“ е близо до селото Сен Андре и при евентуален артилерийски обстрел, в него би могло да има цивилни жертви.
Разработена е спомагателната операция „Изгрев“ (Operation Sunrise), според която линейният крайцер трябва да бъде атакуван от палубните торпедоносци Fairey Swordfish на „Арк Ройъл“. Според плана на операцията те трябва да осъществят атаката на три вълни – първата в състав от шест машини, другите две – с по три машини. За последните две вълни е предвидено изтребително прикритие от общо десет Blackburn Skua. Трите вълни трябва да нанесат ударите си от различни направления, летейки на пределно малка височина. Ако въздушната операция „Изгрев“ завърши с неуспех, то все пак се предвижда обстрел с оръдията от главния калибър на „Худ“ и „Валиънт“.

### Мерс ел-Кебир, 6 юли 1940 г.
Вечерта на 5 юли „Съединение Н“ отново напуска Гибралтар с курс към Мерс ел-Кебир, оставяйки в базата бавноходния „Резолюшън“. На 6 юли, в 5:20 ч. сутринта, от палубата на „Арк Ройъл“, намиращ се на 90 мили от Мерс ел-Кебир, излита първата вълна от шест торпедоносеца, водена от лейтенант-командър (капитан III ранг) Ходкинсън, като един се връща поради технически проблеми. Тяхна цел е десния борд на „Дюнкерк“. След час полет, появявайки се от страната на изгряващото слънце, от височина 20 m и дистанция 700 – 800 m, те атакуват линейния крайцер. От петте торпеда едно не се отделя от самолета, две потъват, а другите две улучват страничен вълнолом.
Около десет минути след тях над пристанището се появяват трите Fairey Swordfish от втората вълна, чиято цел е левия борд на „Дюнкерк“. Самолетите са забелязани навреме от линейния кораб „Прованс“, който открива плътен зенитен огън, принудил англичаните да легнат на курса на първата вълна. От трите изстреляни торпеда едно отново не се отделя от самолета, второто не улучва целта, а третото потопява корветата „Тер Ньов“, намираща се до „Дюнкерк“. Разполовен на две, „Тер Ньов“ бързо потъва с намиращите се на борда му 42 дълбочинни бомби. Само няколко минути след потъването му, бомбите с тротилов еквивалент 1.4 t детонират и мощният взрив разтърсва „Дюнкерк“. Десният му борд е разкъсан на протежение от 30 m. Бронираните плочи на главния броневи пояс са смачкани, в кораба бързо нахлува вода, примесена с гориво от разбитите цистерни. Дюнкерк се накланя силно надясно, като само фактът, че вицеадмирал Женсул предвидливо е откарал кораба в плитчините, го спасява от преобръщане.
В същото време над пристанището се появяват самолетите от третата вълна, водени от лейтенант Годфри-Фос, чиято цел е също левия борд на „Дюнкерк“. Трите торпеда са хвърлени от дистанция 600 m и едното улучва целта, но не се взривява. Другото потопява буксира „Естерел“, а третото потъва.

### Френска авиация, Мерс ел-Кебир
Въздушната охрана на базата в Мерс ел-Кебир се осъществява от ескадрилите GC II/3 (GC на френски: Groupe de Chasse – Изтребителна група) и GC III/3, базирани на летище Оран ла Сеня и въоръжени с Dewoitine D.520, и ескадрилите GC I/10, GC I/5 и GC II/5 от летище Сен Дьони дю Сиг, въоръжени с M.S. 406 и Curtiss Hawk 75.
По време на атаката на „Съединение Н“ на 3 юли, изтребителите Dewoitine са вдигнати във въздуха, но са натоварени само с въздушното прикритие на самото летище, а изтребителите от другите ескадрили закъсняват и атакуват британските кораби при оттеглянето им, но тъй като са въоръжени със 75-kg бомби и без прицели за бомбардиране, не им нанасят никаква вреда, въпреки че дори обстрелват с картечниците си корабните надстройки. Единственият им успех е свалянето на британски Blackburn Skua от „Арк Ройъл“, участващ в отразяването на атаката.
В отговор на британския удар по базата в Мерс ел-Кебир, през нощта на 4 срещу 5 юли френски бомбардировачи Martin 167 бомбардират английската база в Гибралтар, но без никакъв успех.
Във фаталния за „Дюнкерк“ 6 юли, поради несъгласуваността между авиацията и флота, френските изтребители отново закъсняват. Първи на бойното поле са Curtiss Hawk 75 от GC II/5, но те пристигат едва по време на атаката на втората вълна. Французите се опитват да прехванат торпедоносците, но прикриващите ги Skua поемат удара върху себе си. Свален е един британски самолет. Малко по-късно пристигат и M.S. 406 от GC I/10, които атакуват третата вълна, но без успех.

### Казабланка
Предвижда се „Съединение Н“ да нанесе удар и по базата Казабланка, елиминирайки заплахата от свръхмодерния линеен кораб „Жан Бар“, но атаката е отменена, тъй като е преценено, че корабът е все още недостроен и в обозримо бъдеще той не представлява реална заплаха.

### Дакар, 7 – 8 юли 1940 г.
В състава на френската ескадра, базирана в Дакар, Сенегал, се намира най-новият френски линеен кораб „Ришельо“. „Ришельо“ току-що е приключил ходовите си изпитания и все още не е напълно окомплектован и оборудван, но неговата артилерия е напълно боеспособна, което го превръща в цел за британците.
За неутрализирането на френската ескадра в Дакар от Фрийтаун, Сиера Леоне, отплава британско съединение в състав: самолетоносача „Хермес“, австралийския крайцер „Австралия“, английския „Дорсетшър“ и ескортния разрушител „Милфорд“, командвано от капитана „Хермес“ Ричард Онслоу. Английските кораби се появяват пред Дакар в ранната утрин на 7 юли и Онслоу изпраща „Милфорд“ при французите, като неговият капитан носи ултиматум, подобен на поставения в Мерс ел-Кебир. Френският командващ адмирал Плансон не допуска английския кораб в пристанището и обявява бойна тревога.
Тъй като в съединението на Онслоу няма тежки кораби, способни да противостоят на „Ришельо", британците първоначално се въздържат от бойни действия. Отчитайки недостатъчната си артилерийска мощ, Онслоу решава да действа по друг начин: през нощта на 7 срещу 8 юли в пристанището прониква малък катер с диверсионна група на борда, ръководена от лейтенант Бристоу. Диверсантите хвърлят под кърмата на „Ришельо“ шест дълбочинни бомби и бързо се оттеглят под прикритието на тъмнината, но бомбите не избухват, поради недостатъчната дълбочина на пристанището.
Два часа след завръщането на катера от „Хермес“ излитат шест торпедоносеца Fairey Swordfish и малко след 5:00 ч. сутринта на 8 юли атакуват „Ришельо“. Атаката е напълно неочаквана и зенитния огън на французите няма успех. Едно от хвърлените торпеда се взривява под кораба в района на гребните валове на десния борд, предизвиквайки детонацията на поне една от хвърлените през нощта дълбочинни бомби. От взривовете се образува пробойна с площ около 40 м2, нанесени са тежки повреди на ходовата част, горивните резервоари и оборудването, а линейният кораб поема близо 1500 t вода. Тежките поражения и липсата на подходяща ремонтна база в Дакар оставят „Ришельо“ неподвижен за дълъг период от време.

### Мартиника
В Мартиника се намира френският самолетоносач „Беарн“, който е заварен от подписаното примирие между Франция и Германия в Атлантическия океан, превозващ самолети за Франция и Белгия. При това положение капитанът му избира да го върне в Мартиника, където самолетоносачът и другите френски единици са интернирани по настояване на САЩ.

## Последствия
Само при атаките в Мерс ел-Кебир са убити 1297 французи и около 350 са ранени. На 5 юли 1940 г. Франция скъсва дипломатическите си отношения с Англия, като изобщо отношенията между двете държави се влошават за години напред.
Англичаните не успяват да унищожат основните си цели – линейните кораби „Дюнкерк“, „Страсбург“, „Ришельо“ и „Жан Бар“: След ремонт „Дюнкерк“ (съвместно с ремонтираните „Прованс“ и „Могадор“) отплава за Тулон, където споделя участта на останалите френски кораби, базирани там – на 26 ноември 1942 г. френският флот (включително „Дюнкерк“ и „Страсбург“) се самопотопява при навлизането на германските войски в града, изпълнявайки заповедта на Ф. Дарлан отпреди две години.
„Ришельо“ и „Жан Бар“ още веднъж са подложени на удари от съюзниците: първия при Операция Заплаха, а втория при Морската битка при Казабланка в хода на Операция Факел. При тези атаки двата линейни кораба отново оцеляват – в крайна сметка след самопотопяването на френския флот в Тулон „Ришельо“ отплава за САЩ, където е окончателно ремонтиран и обновен, а „Жан Бар“ през 1945 г. се завръща във Франция, където също е модернизиран.